# Cypridinidae
Cypridinidae vormen een familie binnen de orde Myodocopida.

## Kenmerken
Deze wijdverspreide, mariene groep bevat de grootste mosselkreeftjes. 

## Leefwijze
Deze goede zwemmers bewegen zich voort door middel van hun tweede antennenpaar, dat door een uitbochting in de voorrand van hun schelpklepjes naar buiten steekt.

## Taxonomie

### Onderfamilies
- Azygocypridininae Kornicker, 1970
- Cypridininae Baird, 1850

### Geslachten
- Heterodesmus Brady, 1866
- Moydoprimigenia Gabbot, Siveter, Aldridge & Theron, 2003 †
- Pyrocypris Mueller, 1890